# Suhail Mohamed Al Mazrouei
 (juillet 2025).
Suhail Mohammed Faraj Al Mazrouei (en arabe : سهيل محمد فرج المزروعي), né le 1er juillet 1973 à Dubaï, est un homme d'affaires et homme politicien émirati. 
Il exerce, depuis le mois de mars 2013, la fonction de ministre de l'Énergie des Émirats arabes unis.

## Biographie
Né le 1er juillet 1973, à Dubaï, Al Mazrouei obtient en 1996, à l'université de Tulsa, un diplôme d’ingénieur pétrolier. Marié, il a trois enfants.

### Carrière
Mohammed Al Mazrouei a travaillé à l'Abu Dhabi National Oil Company (ADNOC) pendant 10 ans. Il s'est spécialisé dans l'ingénierie de réservoir et les opérations de production. Il est directeur général d'ADNOC jusqu'en novembre 1994. Yusuf bin Omeir bin Yusuf le remplace.
Al Mazrouei a également travaillé à Royal Dutch Shell pendant plus d'un an et à Dolphin Energy Limited qu poste de directeur. Il a exercé diverses fonctions dans des projets pétroliers et gaziers internationaux au Nigeria, en mer du Nord, au Brunei et aux Pays-Bas. En 2009, il est nommé vice-président de Sorouh Real Estate company puis il devient le directeur général adjoint de la société d'État émiratie Mubadala Oil and Gas  jusqu'en mars 2013. De plus, Il fait partie du comité consultatif du Conseil suprême du pétrole d'Abu Dhabi.
Le 12 mars 2013, lors d'un remaniement ministériel, il est nommé ministre de l'Énergie dans le gouvernement du Premier ministre Mohammed ben Rachid Al Maktoum, remplaçant Mohammed bin Dhaen Al Hamli à ce poste. Seulement âgé de 40 ans il devient le ministre de l'Énergie le plus jeune de l'Organisation des pays exportateurs de pétrole (OPEP) et le seul à avoir eu une expérience dans une entreprise étrangère. Suhail Mohammed Fara Mazroui devient également le chef de l'autorité fédérale de l'électricité et de l'eau.
En avril 2015, il est nommé directeur général de l'International Petroleum Investment Company (IPIC), une société d'investissements dans le gaz et pétrole gérée par le gouvernement des ÉAU, et remplace à ce poste Khadem al-Qubaisi (en).